# Ad extirpanda
Ad Extirpanda (lateinisch: zur Ausrottung) ist eine päpstliche Dekretale. Sie wurde am 15. Mai 1252 von Papst Innozenz IV. veröffentlicht. Sie befasst sich mit Maßnahmen zur Bekämpfung angeblicher Ketzer. Bekannt ist Ad Extirpanda als der Erlass, in dem von päpstlicher Seite erstmals die Folter als Instrument zur Wahrheitsfindung bei Prozessen gestattet wurde. Diese Dekretale bildet deshalb ein wichtiges Dokument in der Geschichte der Inquisition.
Adressaten der Dekretale sind die Stadtregierungen in der Romagna, der Lombardei und der Mark Treviso. Das Dokument ist in 38 Paragraphen gegliedert. Inhaltlich bildet die Dekretale hauptsächlich eine Zusammenfassung der bis dato gültigen Maßnahmen zur Ketzerbekämpfung, beinhaltet jedoch auch einige Ergänzungen, wie etwa die, dass jede neue Regierung nach Amtsantritt eine Kommission zur Aufspürung von Ketzern einsetzen solle (§3), deren bestätigte oder gewählte Mitglieder den Besitz der von ihnen gefangenen Häretiker einziehen und diese selbst der kirchlichen Gerichtsbarkeit übergeben sollten (§4). Die §§ 23 und 24 regeln den Verfahrensgang. Binnen 15 Tagen sollte die weltliche Gewalt verhaftete Häretiker dem geistlichen Gericht übergeben, das von bestellten Inquisitoren bzw. von als Inquisitoren handelnden Bischöfen geleitet wurde. Nach einer Verurteilung durch das Inquisitionsgericht sollte die weltliche Gewalt die Verurteilten spätestens nach fünf Tagen wieder übernehmen, um an ihnen das Urteil zu vollstrecken. Durch diese Festlegung des Ablaufes wird in Ad Extirpanda die Zuständigkeit der für die Inquisition tätigen Geistlichen für die Ketzergerichtsbarkeit festgeschrieben.
Der Abschnitt in §25, der die Anwendung der Folter legitimiert, lautet:

„Teneatur praeterea potestas, seu rector, omnes haereticos quos captos habuerit, cogere, citra membri diminutionem et mortis periculum, […] errores suos expresse fateri, et accusare alios haereticos quos sciunt […]“

„Außerdem soll der Podestà (Stadtherr) oder städtische Amtsträger alle Häretiker, die er gefangen hat, ohne dass er ihnen jedoch bleibende körperliche Schäden zufügt oder sie dabei sterben, dazu zwingen, ihre Irrtümer ausdrücklich zu gestehen und andere Ketzer anzuklagen, die sie kennen.“

Dadurch werden Ketzer Räubern, Mördern und Dieben gleichgesetzt.